# 曾宇琦
曾宇琦（16世紀—17世紀），字鍾玉，江西撫州府臨川縣人，明朝政治人物。

## 生平
曾宇琦是萬曆二十二年（1594年）江西鄉試舉人，萬曆四十一年（1613年）中會試副榜，授寧國知縣，陸任崇慶知州，當時白蓮教民作亂，陰謀和獄中囚犯和應，他察覺後秘密搜查獄內軍器，並緝拿為首作亂者，令州內安寧；流寇包圍成都，他奉命監督土司安董等人救援，事平後因功加一級，獲賜表裏。之後他陞任保寧同知，因父母去世服喪，赴闕補任安慶同知，不久辭官回鄉，與同鄉易應昌、傅朝佑十多人建立真率會，人稱「洛社耆英」。
兒子曾承右是崇禎三年舉人，曾孫曾鰲則是康熙二十三年舉人，而另一位曾孫曾鍈則是康熙五十六年舉人。

## 引用
1. 1 2  同治《臨川縣志·卷四十一·人物》：曾宇琦，字鍾玉，萬厯甲午舉於鄉，以癸丑會副選寧國知縣，陸崇慶知州，會白蓮倡亂陰結獄因為應，宇琦覺之，密搜獄中軍器，緝首惡寘之法，一州以安；藺寇變起圍成都，奉檄督土司安董等救援，事平以功加一級賜表裏，陛保寧同知，丁艱復補安慶致政歸，與同鄉易應昌、傅朝佑十餘人為真率會，人以洛社耆英目之，子承右崇禎庚午舉人，曾孫鰲康熙甲子科舉人、鍈康熙丁酉科舉人。
2. ↑  光緒《撫州府志·卷五十一》·人物志：曾宇琦，字鍾玉，臨川人，萬厯甲午舉於鄉，以癸丑會副選甯國知縣，陸崇慶知州，會白蓮倡亂陰結獄因為應，宇琦密搜獄中軍器，緝首惡置之法，一州以安；藺寇變起圍成都，奉檄督土司安董等救援，事平以功加一級賜表裏，陛保寗同知，丁艱復補安慶致政歸，與同鄉易應昌等為真率會，人以洛社耆英目之，子承右、曾孫鰲、鍈俱舉人。